# Voo coordenado

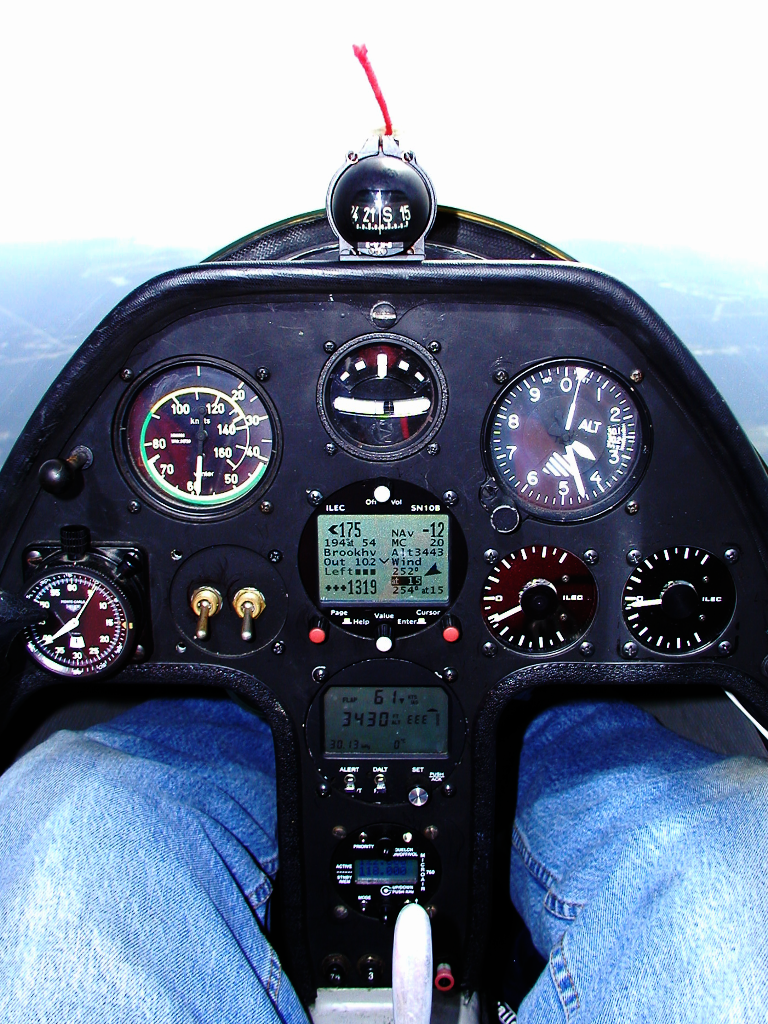
A visão do piloto de um planador Schempp-Hirth Janus-C. A corda de glissagem (lã vermelha) no indicador de curva e derrapagem (parte superior central do painel de instrumentos) mostra que o planador não está em voo coordenado. O planador está deslizando um pouco o nariz para a esquerda. O voo coordenado voo pode ser restaurado pelo piloto com aplicação de pressão para a direita no pedal do leme.

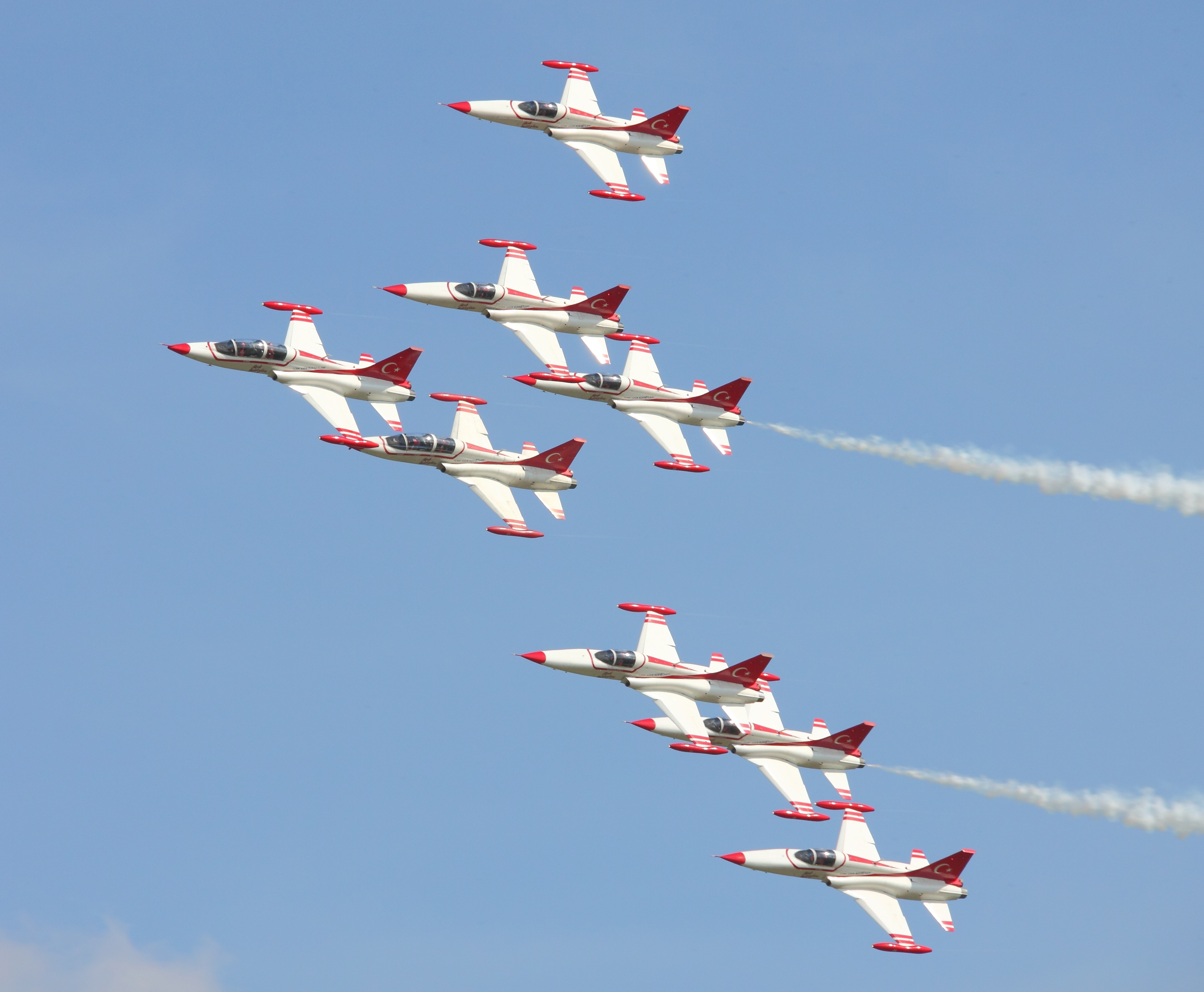
Os Turkish Stars realizando um voo coordenado. Nas acrobacias em formação, a noção é especialmente importante, já que uma derrapagem pode resultar em uma colisão em voo.

Na aviação, o voo coordenado de uma aeronave é um voo sem derrapagem.
Quando uma aeronave está voando sem derrapar para o lado, o indicador de curva e derrapagem instalado no painel de instrumentos da aeronave geralmente mostra a bola no centro do medidor de nível. Os ocupantes não percebem nenhuma aceleração lateral da aeronave e seu peso atua em linha reta para baixo de suas cadeiras. 
Cuidado especial para manter o voo coordenado é necessário pelo piloto durante a entrada e saída de curvas.

## Vantagens
Voos coordenados normalmente são preferidos sobre os não coordenados pelas seguintes razões:
- é mais confortável para os ocupantes
- ele minimiza a força de arrasto na aeronave
- ele faz com que o combustível seja usado igualmente nos tanques de ambas as asas
- ele minimiza o risco de entrar em um parafuso

## Instrumentação
Aviões e helicópteros são geralmente equipados com um indicador de curva e derrapagem para fornecer aos seus pilotos uma exibição contínua do equilíbrio lateral de suas aeronaves, para os pilotos podem garantir a coordenação do voo.
Pilotos de planador colocam um pedaço de corda colorida do lado de fora do para brisa, para sentir o ângulo de derrapagem e ajudar na manutenção do voo coordenado.

## Eixos de rotação
Um avião tem três eixos de rotação: 
1. Lateral – em que o nariz do avião se move para cima ou para baixo. Este é normalmente controlado pelo profundor na parte traseira do avião.
2. Vertical – em que o nariz do avião se move para a esquerda ou para a direita. Este é normalmente controlado pelo leme na parte traseira do avião.
3. Longitudinal (inclinação) – em que uma asa do avião se move para cima e a outra move-se para baixo. Este é normalmente controlado por ailerons sobre as asas do avião.

O voo coordenado requer que o piloto use os controles dos eixos lateral, vertical e longitudinal simultaneamente.

## Coordenando a curva
Se o piloto fosse usar só o leme para iniciar uma curva no ar, o avião tenderia a derrapar para o lado de fora da curva. 
Se o piloto fosse usar apenas os ailerons para iniciar uma curva no ar, o avião teria tendem a "glissar" para o lado da asa mais baixa.
Se o piloto não usasse adequadamente o profundor para aumentar o ângulo de ataque em toda a curva, o avião tenderia também a "glissar" para o lado da asa mais baixa.
No entanto, se o piloto faz o uso adequado do leme, ailerons e profundor para entrar e sair de uma curva, de tal forma que a glissada e aceleração lateral é nula, o avião estará em voo coordenado.